# Broketagölen
Broketagölen är en sjö i Vaggeryds kommun i Småland och ingår i Lagans huvudavrinningsområde. Sjön är 6,7 meter djup, har en yta på 0,027 kvadratkilometer och är belägen 261 meter över havet.